# Henry Dodge

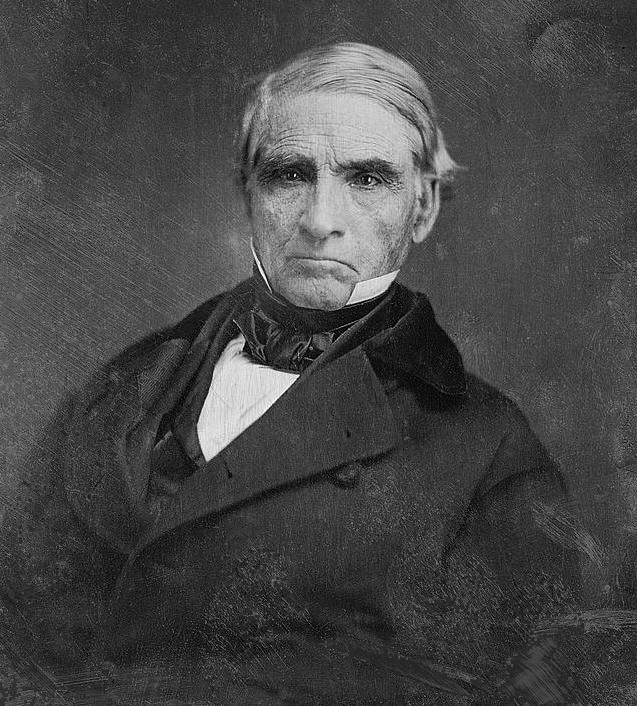
Henry Dodge

Henry Dodge (* 12. Oktober 1782 in Vincennes, Indiana; † 19. Juni 1867 in Burlington, Iowa) war ein US-amerikanischer Politiker. Er war von 1836 bis 1841 sowie nochmals von 1845 bis 1848 Gouverneur des Wisconsin-Territoriums.

## Frühe Jahre
Henry Dodge kam über Kentucky im Jahr 1796 nach Missouri. Dort ließ er sich in dem Ort Ste. Genevieve nieder. 1808 war er stellvertretender Sheriff im Cape Girardeau County. Im Krieg von 1812 diente er in der Miliz von Missouri. Nach einem Umzug nach Galena (Illinois) betrieb er eine Bleimine. Ab 1827 war er im heutigen Wisconsin ansässig. Damals war das Gebiet noch Teil des Michigan-Territorium.

## Aufstieg in Wisconsin
Dodge ließ sich in der Nähe der heutigen Stadt Dodgeville nieder. In den folgenden Jahren beteiligte er sich an einigen militärischen Operationen gegen die Indianer. Er war unter anderem am Black-Hawk-Krieg beteiligt. Am Ende seiner Militärzeit hatte er es bis zum Oberst der Dragoner (Kavallerie) der US-Armee gebracht. Während der Indianerkriege wurde er als eine Art Kriegsheld auch in Washington bekannt und Präsident Andrew Jackson gab ihm 1835 den Befehl, eine Friedensmission im Indianergebiet militärisch abzusichern. Henry Dodge war Mitglied der Demokratischen Partei von Präsident Jackson. Dieser ernannte ihn im Jahr 1836 zum ersten Gouverneur des Wisconsin-Territoriums.

## Henry Dodge als Territorialgouverneur
Bereits am 30. April 1836, also noch ehe das Territorium offiziell am 3. Juli 1836 gegründet wurde, wurde Dodge vom Präsidenten zu dessen Gouverneur bestellt. In seiner ersten Amtsperiode wurde die Hauptstadt nach Madison verlegt und das Territorium verkleinert. Dodges erste Aufgabe war der Aufbau einer funktionsfähigen Verwaltung. Im Jahr 1840 war Henry Dodge in das US-Repräsentantenhaus gewählt worden. Dort verblieb er zwischen März 1841 und März 1845. Im Jahr 1844 lehnte er eine mögliche Nominierung seiner Partei für die amerikanische Präsidentschaft ab. In dieser Zeit sprach er sich gegen die Annexion der Republik Texas aus. Nach seiner Wahl in den US-Kongress trat er 1841 als Territorialgouverneur zurück. Nach Ablauf seiner Zeit als Abgeordneter in Washington wurde er von Präsident James K. Polk am 8. April 1845 erneut zum Territorialgouverneur für Wisconsin ernannt. Dieses Amt übte er bis Juni 1848 aus. Danach übernahm Nelson Dewey als erster regulärer Gouverneur des neuen Staates die Regierung. Ein kleiner Teil des Wisconsin-Territoriums war nicht Teil des neuen Staates und wurde von John Catlin als amtierendem Gouverneur weiter verwaltet, bis es im Jahr 1849 in das Minnesota-Territorium eingegliedert wurde.

## Weiterer Lebensweg
Henry Dodge war einer der ersten beiden US-Senatoren des neuen Bundesstaates. Zwischen 1848 und 1857 vertrat er Wisconsin im US-Senat, dem zur gleichen Zeit auch sein Sohn Augustus als Vertreter Iowas angehörte. Ein zwischenzeitliches Angebot von Präsident Franklin Pierce, der ihn zum Gouverneur des Washington-Territoriums ernennen wollte, lehnte er ab. Im US-Senat war er Vorsitzender des Handelsausschusses. Nach dem Ende seiner Zeit im Senat zog sich Dodge aus der Politik zurück. Er starb im Jahr 1857. Das Dodge County in Wisconsin sowie Dodge County in Minnesota sind nach ihm benannt. Bei Henry County in Iowa wird die Benennung nach Dodge angenommen. Henry Dodge war der Vater von US-Senator Augustus C. Dodge (1812–1883) und Halbbruder des Kongressabgeordneten Lewis F. Linn (1795–1843).